# Petrelówka
Der Petrelówka ist ein Berg in den polnischen Pogórze Spiskie, einem Gebirgszug der Pogórze Spisko-Gubałowskie, mit 941 Metern Höhe über Normalnull. 

## Lage und Umgebung
Der Petrelówka liegt im Hauptkamm der Pogórze Spiskie. Südlich des Gipfels liegt der Gebirgsbach Łapszanka.

## Tourismus
Der Gipfel ist von allen umliegenden Ortschaften leicht auf markierten Wanderwegen erreichbar. Er liegt außerhalb des Tatra-Nationalparks.